# Bryum amblyodon
Bryum amblyodon är en bladmossart som beskrevs av C. Müller 1879. Bryum amblyodon ingår i släktet bryummossor, och familjen Bryaceae. Inga underarter finns listade i Catalogue of Life.